# Pseudosimochromis
Pseudosimochromis ist eine Buntbarschgattung, die im ostafrikanischen Tanganjikasee endemisch vorkommt.

## Merkmale
Pseudosimochromis-Arten werden 8 bis 14 cm lang und besitzen einen leicht hochrückigen, seitlich abgeflachten Körper. Sie sind der eng verwandten Gattung Tropheus relativ ähnlich. Ihr Kopfprofil ist gerundet, aber weniger steil als bei Tropheus. Das Maul ist infolge eines kürzeren Unterkiefers unterständig. Pseudosimochromis-Arten besitzen in den meisten Fällen nur 19 Flossenstacheln in der Rückenflosse und nur drei in der Afterflosse, während es bei Tropheus 20 oder 22 in der Rückenflosse bzw. fünf oder sechs in der Afterflosse sind. Die Schwanzflosse der Pseudosimochromis-Arten ist hell oder transparent, die der Tropheus-Arten hat dagegen die gleiche Farbe wie der Körper oder ist dunkler. Weibchen bleiben etwas kleiner und sind weniger kräftig gefärbt.
- Schuppenformel: SL 36-40 oder 62-74.

## Lebensweise
Wie die Arten der Gattung Tropheus bewohnen die Pseudosimochromis-Arten die Felsufer des Tanganjikasees und ernähren sich von den darauf wachsenden Algen. Sie vermeiden größere Tiefen und werden vor allem in Bereichen oberhalb einer Wassertiefe von zehn Metern beobachtet. Im Unterschied zu Tropheus findet man sie jedoch auch an Felsen die von Schlamm, Sand oder anderen Sedimenten bedeckt sind. Pseudosimochromis-Arten vermehren sich als Maulbrüter.

## Arten
Es gibt vier Arten:
- Pseudosimochromis babaulti (Pellegrin, 1927)
- Pseudosimochromis curvifrons (Poll, 1942)
- Pseudosimochromis margaretae (Axelrod & Harrison, 1978)
- Pseudosimochromis marginatus (Poll, 1956)

## Systematik
Die Gattung Pseudosimochromis wurde im Jahr 1977 durch den belgischen Biologen Mark H. J. Nelissen eingeführt. Grund war vor allem die von Simochromis abweichende Kopfform.